# Comuna de Wymiarki
Wymiarki (polaco: Gmina Wymiarki) é uma gminy (comuna) na Polónia, na voivodia da Lubúsquia e no condado de Żagański. A sede do condado é a cidade de Wymiarki.
De acordo com os censos de 2004, a comuna tem 2481 habitantes, com uma densidade 39,3 hab/km².

## Área
Estende-se por uma área de 63,09 km², incluindo:
- área agrícola: 29%
- área florestal: 64%

## Demografia
Dados de 30 de Junho 2004:
|                      | Total   | Total | Mulheres | Mulheres | Homens  | Homens |
| -------------------- | ------- | ----- | -------- | -------- | ------- | ------ |
|                      | pessoas | %     | pessoas  | %        | pessoas | %      |
| População            | 2481    | 100   | 1281     | 51,6     | 1200    | 48,4   |
| Densidade (pop./km²) | 39,3    | 100   | 20,3     | 20,3     | 19      | 19     |

De acordo com dados de 2002, o rendimento médio per capita ascendia a 1331,57 zł.

## Subdivisões
- Lubieszów, Lutynka, Silno Małe-Lubartów, Witoszyn, Wymiarki.

## Comunas vizinhas
- Gozdnica, Iłowa, Przewóz, Żary